# Garakān
Garakān (persiska: Gerakān, گِرَكان, گركان) är en ort i Iran.   Den ligger i provinsen Markazi, i den centrala delen av landet, 180 km sydväst om huvudstaden Teheran. Garakān ligger 2 111 meter över havet och antalet invånare är 799.
Terrängen runt Garakān är platt åt sydväst, men åt nordost är den kuperad.Runt Garakān är det ganska glesbefolkat, med 21 invånare per kvadratkilometer. Närmaste större samhälle är Tafresh, 16,5 km norr om Garakān. Trakten runt Garakān består i huvudsak av gräsmarker.